# European and North American Railway
Die European and North American Railway (E&NA) ist eine ehemalige Eisenbahngesellschaft in Maine (Vereinigte Staaten) und New Brunswick (Kanada). Der Name entstand, weil die Gesellschaft ursprünglich das bestehende Eisenbahnnetz der USA von Portland (Maine) mit dem eisfreien Überseehafen Halifax verbinden sollte. Das Vorhaben wurde von John A. Poor 1850 vorgetragen, woraufhin am 20. August 1850 die „European and North American Railway of Maine“ und im folgenden Jahr die „European and North American Railway of New Brunswick“ gegründet wurde.
Die Strecke von Portland nach Waterville war bereits 1849 in der Spurweite von 5 Fuß 6 Zoll (1676 mm) durch die Androscoggin and Kennebec Railroad eröffnet worden, den Anschluss bis Bangor (Maine) stellte bis 1855 die Penobscot and Kennebec Railroad her. Für die E&NA blieb also noch die Strecke von Bangor nach Halifax. Da auch die Anfangsstrecke von Portland bis Bangor in der Spurweite von 1676 mm gebaut war, entschied man sich ebenfalls für diese Spurweite.
1863 übernahm die E&NA die Penobscot Railroad, die eine Strecke von Bangor nach Milford (22,5 km) geplant hatte. Diese Bahn wurde am 2. August 1847 zunächst als „Bangor and Orono Railroad“ gegründet, firmierte jedoch ab 21. August 1850 als „Penobscot Railroad“. Der Bau hatte bereits begonnen, es blieb jedoch aus finanziellen Gründen bei Streckenvorarbeiten.
Gebaut wurde zunächst nur die etwa 500 Kilometer lange Strecke von Bangor zum Hafen in Point du Chene (N.B.). Am 1. Dezember 1872 fusionierten die beiden Gesellschaften in Maine und New Brunswick zur „European and North American Railroad“. Die Hauptstrecke wurde in Abschnitten wie folgt eröffnet:
| Eastern Extension |          |                                                               |
| 20. August 1857   | 27,0 km  | Moncton N.B.–Shediac N.B.                                     |
| Ende 1857         | 3,3 km   | Shediac N.B.–Point du Chene N.B.                              |
| 1859              | 143,2 km | St. John N.B.–Hampton N.B.                                    |
| 1. August 1860    | 143,2 km | Hampton N.B.–Moncton N.B.                                     |
| Western Extension |          |                                                               |
| 14. August 1869   | 145,3 km | Hartts Mills N.B. (später Fredericton Junction)–St. John N.B. |
| 17. November 1869 | 145,3 km | Staatsgrenze bei St. Croix N.B.–Hartts Mills N.B.             |
| Maine Section     |          |                                                               |
| Frühjahr 1869     | 42,3 km  | Bangor ME–Olamon ME                                           |
| Ende 1869         | 50,6 km  | Olamon ME–Mattawamkeag ME                                     |
| 18. Oktober 1871  | 90,1 km  | Mattawamkeag ME–Staatsgrenze bei Vanceboro ME                 |

Am 21. Dezember 1867 wurde die Eastern Extension (St. John–Point du Chene) an die Intercolonial Railway verkauft, die später die Strecke Moncton–Truro baute, wo Anschluss nach Halifax bestand. Sie spurte die Strecke St. John–Point du Chene am 11. November 1872 auf Normalspur um. Da bereits 1871 die Strecke Portland–Bangor durch die Maine Central Railroad umgespurt wurde, beschloss auch die E&NA, ihre verbleibende Strecke Bangor–St. John auf die Regelspurweite umzubauen, was 1877 abgeschlossen war.
Später entstanden noch Zweigstrecken von Fairville nach Carleton (in New Brunswick, 6 km), von Enfield nach Howland (6,1 km) und von Orono nach Stillwater (4,8 km).
1868 übernahm die E&NA die Bangor, Old Town and Milford Railroad, die parallel zur eigenen Strecke zwischen Bangor und Milford seit 1836 eine Eisenbahn betrieb, und legte die Strecke mit Eröffnung der eigenen breitspurigen Strecke 1869 still. Außerdem führte sie den Betrieb auf der ebenfalls 1869 eröffneten Fredericton Railway, die formal jedoch eigenständig blieb. Die E&NA pachtete 1873 die Bangor and Piscataquis Railroad, sowie im Dezember 1874 die Bucksport and Bangor Railroad, konnte aber ihren Zahlungsverpflichtungen nicht nachkommen, sodass die beiden Pachtverträge am 1. Dezember 1876 wieder aufgelöst wurden. Der kanadische Teil der Gesellschaft, die „New Brunswick Division“, wurde am 29. März 1878 als St. John and Maine Railway ausgegliedert. Nach einer Firmenpleite wurde am 1. September 1880 eine neue „European and North American Railway“ gegründet, die die alte E&NA am 4. Oktober des gleichen Jahres übernahm.
Die Gesellschaft wurde am 1. April 1882 durch die Maine Central Railroad für 999 Jahre gepachtet und verlor ihre Eigenständigkeit. Die Hauptstrecke Bangor–St. John ist ebenso noch in Betrieb, wie auch die ehemalige Eastern Extension bis Scoudouc (östlich von Moncton). Die Zweigstrecken sind stillgelegt. Der Abschnitt Bangor–Mattawamkeag gehört den Pan Am Railways, die folgende Strecke bis zur kanadischen Grenze wurde am 1. Januar 1995 an die Eastern Maine Railway übergeben, nachdem die Canadian Pacific Railway die Stilllegung beantragt hatte.